# Prix Constellium
Le Prix Constellium est un prix annuel décerné par l'Académie des sciences. Il fait suite au prix Pechiney créé en 1986, nommé ensuite et prix Alcan
.

## Attribution
Le prix est décerné, sans condition de nationalité, à un chercheur âgé au plus de 50 ans de réputation internationale et dont les travaux, de caractère fondamental ou appliqué, concernent  l'industrie de l'aluminium ou, plus largement, « des connaissances générales en métallurgie et des innovations dans les sciences de l'ingénieur associées à la production ou l'utilisation des matériaux métalliques pouvant être utiles à cette industrie ». 
L'Académie attribue le prix sur proposition d'une commission composée de membres de l'Académie des sciences et de membres de l'Académie des technologies. 

## Liste (partielle) de lauréats
- 2018 : Stéphane Gorsse
- 2017 : Marc Legros
- 2016 : Yannick Champion
- 2015 : Marc Verdier
- 2014 : Thierry Loiseau[1].
- 2012 : Jean-Marie Drezet, maître d’enseignement et de recherches, chercheur senior à l’École Polytechnique Fédérale de Lausanne[2].